# Saison 1 de Hannah Montana
Chronologie
Saison 2
Cet article présente le guide des épisodes de la première saison de la série télévisée Hannah Montana.

## Distribution

### Acteurs principaux
- Miley Cyrus (VF : Camille Donda) : Miley Stewart / Hannah Montana
- Emily Osment (VF : Lucile Boulanger) : Lilly Truscott
- Mitchel Musso (VF : Kelyan Blanc) : Oliver Oken
- Jason Earles (VF : Alexis Tomassian) : Jackson Stewart
- Billy Ray Cyrus (VF : Marc Perez) : Robby Ray Stewart / Robby Ray
- Moisés Arias (VF : Pierre Casanova) : Rico

### Acteurs récurrents
- Cody Linley (VF : Yoann Sover) : Jake Ryan
- Shanica Knowles (VF : Caroline Lallau) : Amber Addison
- Anna Maria Perez de Tagle (VF : Jessica Barrier) : Ashley Dewitt
- Andre Kinney (VF : Paolo Domingo) : Cooper Montgomery
- Romi Dames (VF : Barbara Beretta) : Traci Van Horn
- Frances Callier (VF : Françoise Dasque) : Roxy
- Erin Matthews (VF : Brigitte Virtudes) : Karen Kunkle
- Morgan York (VF : Charlyne Pestel) : Sarah

## Épisode 1:Le Secret de Miley
- États-Unis : 24 mars 2006
- France : 3 octobre 2006

- États-Unis : 5,4 millions de téléspectateurs[1] (première diffusion)

- Corbin Bleu (Johnny Collins)
- Shanica Knowles (Amber Addison)
- Anna Maria Perez de Tagle (Ashley Dewitt)
- Matt Winston (Fermine)

## Épisode 2:Fou d'Hannah Montana
- États-Unis : 31 mars 2006
- France : 10 octobre 2006

- États-Unis : 4,0 millions de téléspectateurs[2] (première diffusion)

## Épisode 3:Chassé-croisé
- États-Unis : 7 avril 2006
- France : 17 octobre 2006

- États-Unis : 4,4 millions de téléspectateurs[1] (première diffusion)

## Épisode 4:À moitié amoureux
- États-Unis : 14 avril 2006
- France : 24 octobre 2006

- États-Unis : 3,9 millions de téléspectateurs[3] (première diffusion)

John Zayer Jr. (Josh)

## Épisode 5:Une amie encombrante
- États-Unis :  21 avril 2006
- France : 31 octobre 2006

- États-Unis : 3,6 millions de téléspectateurs[1] (première diffusion)

- Miley Cyrus
- Billy Ray Cyrus
- Jason Earles
- Emily Osment
- Mitchel Musso

## Épisode 6:Une visite imprévue
- États-Unis :  28 avril 2006
- France : 7 novembre 2006

- États-Unis : 3,2 millions de téléspectateurs[1] (première diffusion)

- Miley Cyrus
- Billy Ray Cyrus
- Jason Earles
- Emily Osment
- Mitchel Musso

## Épisode 7:Joyeux anniversaire Miley
- États-Unis : 12 mai 2006
- France : 14 novembre 2006

- États-Unis : 4,6 millions de téléspectateurs[1] (première diffusion)

- Miley Cyrus
- Billy Ray Cyrus
- Jason Earles
- Emily Osment
- Mitchel Musso

## Épisode 8:En piste Lilly
- États-Unis : 26 mai 2006
- France : 21 novembre 2006

- États-Unis : 4,2 millions de téléspectateurs[1] (première diffusion)

- Miley Cyrus
- Billy Ray Cyrus
- Jason Earles
- Emily Osment
- Mitchel Musso

## Épisode 9:Camping en forêt
- États-Unis : 10 juin 2006
- France : 28 novembre 2006

- États-Unis : 3,7 millions de téléspectateurs[4] (première diffusion)

- Miley Cyrus
- Billy Ray Cyrus
- Jason Earles
- Emily Osment
- Mitchel Musso

## Épisode 10:Roméo et Juliette
- États-Unis : 30 juin 2006
- France : 5 décembre 2006

- États-Unis : 4,1 millions de téléspectateurs[1] (première diffusion)

- Miley Cyrus
- Billy Ray Cyrus
- Jason Earles
- Emily Osment
- Mitchel Musso

## Épisode 11:Miley s'en mêle
- États-Unis : 15 juillet 2006
- France : 12 décembre 2006

- États-Unis : 3,4 millions de téléspectateurs[1] (première diffusion)

- Miley Cyrus
- Billy Ray Cyrus
- Jason Earles
- Emily Osment
- Mitchel Musso

Une fille du collège envoie un message à Hannah en lui disant qu'elle est amoureuse de Oliver. Miley et Lily le disent à Oliver, qui lui est heureux ; pour la première fois une fille fait attention à lui. Ils sortent ensemble. Mais Becky envoie un nouveau message à Hannah en disant qu'elle va rompre. Miley le dit à Oliver qui est malheureux ; il en veut à Miley de s'en être mêlé. Miley incite donc Oliver à rompre avant Becky. Mais les choses ne se passent pas comme prévu...

## Épisode 12:La Nourrice improvisée
- États-Unis : 28 juillet 2006
- France : 19 décembre 2006

- États-Unis : 7,1 millions de téléspectateurs[5] (première diffusion)

- Miley Cyrus
- Billy Ray Cyrus
- Jason Earles
- Emily Osment
- Mitchel Musso

## Épisode 13:Le bouton qui fâche
- États-Unis : 12 août 2006
- France : 9 janvier 2007

- États-Unis : 3,5 millions de téléspectateurs[1] (première diffusion)

- Miley Cyrus
- Billy Ray Cyrus
- Jason Earles
- Emily Osment
- Mitchel Musso

## Épisode 14:L'Élève le plus méritant
- États-Unis : 18 août 2006
- France : 16 janvier 2007

- États-Unis : 3,4 millions de téléspectateurs[1] (première diffusion)

- Miley Cyrus
- Billy Ray Cyrus
- Jason Earles
- Emily Osment
- Mitchel Musso

## Épisode 15:Un amour de zombie
- États-Unis : 8 septembre 2006
- France : 23 janvier 2007

- États-Unis : 3,7 millions de téléspectateurs[1] (première diffusion)

- Miley Cyrus
- Billy Ray Cyrus
- Jason Earles
- Emily Osment
- Mitchel Musso
- Cody Linley

## Épisode 16:Videogaffe
- États-Unis : 29 septembre 2006
- France : 7 février 2007

Sally Lapiduss
- États-Unis : 3,7 millions de téléspectateurs[1] (première diffusion)

- Miley Cyrus
- Billy Ray Cyrus
- Jason Earles
- Emily Osment
- Mitchel Musso
- Dolly Parton

## Épisode 17:L'autre facette d'Hannah
- États-Unis : 14 octobre 2006
- France : 14 mars 2007

- États-Unis : 3,5 millions de téléspectateurs[1] (première diffusion)

- Miley Cyrus
- Billy Ray Cyrus
- Jason Earles
- Emily Osment
- Mitchel Musso

## Épisode 18:Histoire de jalousie
- États-Unis : 3 novembre 2006
- France : 21 mars 2007

- États-Unis : 4,1 millions de téléspectateurs[1] (première diffusion)

- Miley Cyrus
- Billy Ray Cyrus
- Jason Earles
- Emily Osment
- Mitchel Musso

## Épisode 19:Monnaie gratuite
- États-Unis : 26 novembre 2006
- France : 28 mars 2007

- États-Unis : 3,6 millions de téléspectateurs[1] (première diffusion)

- Miley Cyrus
- Billy Ray Cyrus
- Jason Earles
- Emily Osment
- Mitchel Musso

## Épisode 20:Le compte est bon
- États-Unis : 1er décembre 2006
- France : 4 avril 2007

- États-Unis : 4,3 millions de téléspectateurs[1] (première diffusion)

- Miley Cyrus
- Billy Ray Cyrus
- Jason Earles
- Emily Osment
- Mitchel Musso

## Épisode 21:Couple de stars
- États-Unis :  1er janvier 2007
- France : 11 avril 2007

- États-Unis : 3,5 millions de téléspectateurs[1] (première diffusion)

- Miley Cyrus
- Billy Ray Cyrus
- Jason Earles
- Emily Osment
- Mitchel Musso

## Épisode 22:L'assistant d'Hannah
- États-Unis : 1er janvier 2007
- France : 2 mai 2007

- États-Unis : 4,1 millions de téléspectateurs[1] (première diffusion)

- Miley Cyrus
- Billy Ray Cyrus
- Jason Earles
- Emily Osment
- Mitchel Musso

## Épisode 23:Les Grands Moyens
- États-Unis : 19 janvier 2007
- France : 13 juin 2007

- États-Unis : 3,2 millions de téléspectateurs[1] (première diffusion)

- Miley Cyrus
- Billy Ray Cyrus
- Jason Earles
- Emily Osment
- Mitchel Musso

## Épisode 24:Mon côté star
- États-Unis : 9 février 2007
- France : 15 août 2007

- États-Unis : 3,7 millions de téléspectateurs[6] (première diffusion)

- Miley Cyrus
- Billy Ray Cyrus
- Jason Earles
- Emily Osment
- Mitchel Musso

## Épisode 25:Hannah se met au parfum
- États-Unis : 2 mars 2007
- France : 22 août 2007

- États-Unis : 4,4 millions de téléspectateurs[7] (première diffusion)

- Miley Cyrus
- Billy Ray Cyrus
- Jason Earles
- Emily Osment
- Mitchel Musso

## Épisode 26:La Nièce infernale
- États-Unis :  30 mars 2007
- France :  28 août 2007

- États-Unis : 4,8 millions de téléspectateurs[1] (première diffusion)

- Miley Cyrus
- Billy Ray Cyrus
- Jason Earles
- Emily Osment
- Mitchel Musso